# Glen Johnson
Glen McLeod Cooper Johnson (Londen, 23 augustus 1984) is een Engels voormalig voetballer die als rechtsback speelde. Johnson debuteerde in november 2003 in het Engels voetbalelftal, waarvoor hij daarna meer dan vijftig interlands speelde.

## Carrière
Johnson stroomde in 2001 door vanuit de jeugd van West Ham United. Dat leende hem in het seizoen 2002/03 uit aan Millwall. Hiervoor debuteerde hij in het betaald voetbal, in de First Division. Johnson debuteerde het seizoen erna voor West Ham zelf, in de Premier League. Hier vestigde hij de aandacht van Chelsea op zich, dat hem in 2003 naar Londen haalde. Johnson werd in dienst van Chelsea zowel in het seizoen 2004/05 als in dat van 2005/06 kampioen van de Premier League. Zelf droeg hij hier in achtereenvolgens zeventien en vier competitiewedstrijden aan bij.
Chelsea verhuurde Johnson in 2006 voor een jaar aan Portsmouth, dat hem daarna definitief overnam. Hier was hij in de volgende twee seizoenen wel basisspeler en kwam hij tot 58 wedstrijden in de Premier League. Johnson tekende in juni vervolgens 2009 een contract bij Liverpool, dat £17.500.000,- voor hem betaalde. In de volgende zes seizoenen speelde hij meer dan 140 competitiewedstrijden voor de club, waarmee hij in 2012 de League Cup won. Ook debuteerde hij in dienst van Liverpool in de UEFA Champions League, waarin hij 26 wedstrijden speelde en één keer scoorde voor Liverpool.
Johnson tekende in juli 2015 een contract tot medio 2017 bij Stoke City, de nummer negen van de Premier League in het voorgaande seizoen. Dat nam hem transfervrij over van Liverpool. In zijn verbintenis werd een optie voor nog een seizoen opgenomen. Die werd in april 2017 gelicht. In 2018 mocht Johnson vertrekken. Nadien zette hij een punt achter zijn loopbaan.

## Clubstatistieken
| Seizoen | Club            | Competitie     | Duels | Goals |
| ------- | --------------- | -------------- | ----- | ----- |
| 2002/03 | West Ham United | Premier League | 0     | 0     |
| 2002/03 | → Millwall      | First Division | 8     | 0     |
| 2002/03 | West Ham United | Premier League | 15    | 0     |
| 2003/04 | Chelsea         | Premier League | 19    | 3     |
| 2004/05 | Chelsea         | Premier League | 17    | 0     |
| 2005/06 | Chelsea         | Premier League | 4     | 0     |
| 2006/07 | → Portsmouth    | Premier League | 26    | 0     |
| 2007/08 | Chelsea         | Premier League | 2     | 0     |
| 2007/08 | Portsmouth      | Premier League | 29    | 1     |
| 2008/09 | Portsmouth      | Premier League | 29    | 3     |
| 2009/10 | Liverpool       | Premier League | 25    | 3     |
| 2010/11 | Liverpool       | Premier League | 28    | 2     |
| 2011/12 | Liverpool       | Premier League | 23    | 1     |
| 2012/13 | Liverpool       | Premier League | 36    | 1     |
| 2013/14 | Liverpool       | Premier League | 29    | 0     |
| 2014/15 | Liverpool       | Premier League | 19    | 1     |
| 2015/16 | Stoke City      | Premier League | 25    | 0     |
| 2016/17 | Stoke City      | Premier League | 23    | 0     |
| 2017/18 | Stoke City      | Premier League | 9     | 0     |

## Interlandcarrière
Johnson debuteerde in 2003 in het Engels voetbalelftal. Hij werd door bondscoach Fabio Capello meegenomen naar het wereldkampioenschap voetbal 2010, waar hij in alle vier de wedstrijden die Engeland speelde in de basiself begon. Zijn eerste interlandtreffer maakte Johnson op 24 mei 2010, toen hij in de 47ste minuut de eindstand op 3–1 bepaalde in een vriendschappelijke duel tegen Mexico. Op het EK 2012 maakte Johnson in een wedstrijd in de groepsfase tegen Zweden een eigen doelpunt. Desondanks won Engeland met 3–2. De ploeg van bondscoach Roy Hodgson werd vervolgens in de kwartfinales na strafschoppen (2–4) uitgeschakeld door Italië. In de reguliere speeltijd plus verlenging waren beide teams blijven steken op 0–0.

## Erelijst
| Competitie              |         |                  |         |         |
| Competitie              | Aantal  | Jaren            |         |         |
| Chelsea                 | Chelsea | Chelsea          | Chelsea | Chelsea |
| ----------------------- | ------- | ---------------- | ------- | ------- |
| Kampioen Premier League | 1×      | 2004/05, 2005/06 |         |         |
| League Cup              | 1×      | 2004/05          |         |         |
| Portsmouth              |         |                  |         |         |
| FA Cup                  | 1×      | 2007/08          |         |         |
| Liverpool               |         |                  |         |         |
| League Cup              | 1×      | 2011/12          |         |         |